# Dreigiebelhaus (Ditzingen)
Das Dreigiebelhaus ist ein historisches Gebäudeensemble in Ditzingen. Es befindet sich an der Westseite des Laien und beherbergt seit 1993 unter anderem die Ditzinger Stadtbibliothek. Das Haus ist Kulturdenkmal nach § 2 DSchG BW.

## Baugeschichte
Das Dreigiebelhaus besteht aus zwei zweigeschossigen giebelständigen gestelzten Wohnstallhäusern mit Schmuckfachwerk. Das nördliche Gebäude wurde 1715, das südliche 1763 errichtet. Beide wurden 1767 durch eine ebenfalls giebelbekrönte Tordurchfahrt aus Eichenholzfachwerk verbunden. Die beiden Häuser verfügen an der Giebelseite über fünf bzw. vier Fensterachsen im ersten Obergeschoss und je ein Rundbogen-Kellertor im Erdgeschoss. Im Hintergrund der Hofanlage befanden sich früher Scheuer und Remise (1807).
1983 wurde das Hofensemble, das sich 250 Jahre im Besitz einer Ditzinger Bauernfamilie befunden hatte, für 668.000,- DM durch die Stadt erworben.  Nach der Fertigstellung des Neuen Rathauses und der Sanierung des Alten Rathauses und Schulhauses entschied sich der Gemeinderat im April 1991 für den Erhalt der historischen Bausubstanz und den Umbau zur Stadtbibliothek nach Plänen des Architekten Professor Zabel. In den ehemaligen Stallungen wurde die städtische Galerie Am Laien eingerichtet. An der Stelle der früheren Scheuer entstand ein moderner Bibliotheksneubau. Die Gesamtkosten für Renovierung und Neubau beliefen sich auf ca. 10 Millionen DM. Die Stadtbibliothek wurde am 11. Dezember 1993 durch Oberbürgermeister Alfred Fögen eingeweiht.